# Ospriocerus brevis
Ospriocerus brevis là một loài ruồi trong họ Asilidae. Ospriocerus brevis được Martin miêu tả năm 1968. Loài này phân bố ở vùng Tân Bắc giới.